# 佩奇鎮區 (明尼蘇達州密爾湖縣)
佩奇鎮區（英語：Page Township）是位於美國明尼蘇達州密爾湖縣的一個行政鎮區。

## 地方資料
佩奇鎮區的面積為92.76平方千米，當中陸地面積為92.01平方千米，而水域面積為0.75平方千米。根據2020年美國人口普查的數據，當地共有人口783人，而人口密度為每平方千米8.44人。